# 張晏
張晏（?—?），字子博，中山（今陕西省淳化县南）人。
張晏是東漢末年至三國初年的人，其生平無考。曾注《漢書》一書。張晏的《漢書注》於地理注解最詳。顏師古重注《漢書》多引其言。

## 延伸阅读
[在维基数据编辑]
 《史記/卷025》，出自司馬遷《史記》